# Saepe Nos
Saepe Nos (en español: "Frecuentemente Nos [hemos]...") es la vigésimo séptima encíclica del papa León XIII, publicada el 24 de junio de 1888, dirigida a los obispos de Irlanda, mostrando su dolor por la violencia con que estaban actuando algunos católicos.

## Contexto histórico
La encíclica de León XIII responde a las peculiares circunstancias por las que atravesaba Irlanda, y especialmente los católicos irlandeses esos años, Esa situación había motivado varios decretos de la Sagrada Congregación de Propaganda Fide y en 1888 un decreto de la Sagrada Congregación del Santo Oficio, sobre el comportamiento que debían guardar los católicos en esa coyuntura.
A finales del siglo  XIX el problema de los campesinos irlandeses arrendatarios de tierras desembocó en la conocida como Land War (Guerra de la tierra), su inicio puede fijarse el 20 de abril de 1879 en una reunión masiva en Irishtown, condado de Mayo, organizada por activistas locales y con sede en Dublín. El problema principal era el pago de la renta, que normalmente se pagaba en primavera; pues, debido a la mala cosecha, los arrendatarios no podían pagarla y muchos habían sido amenazados con el desalojo. Los activistas intentaron movilizar una alianza de arrendatarios, comerciantes y clérigos a favor de la reforma agraria; acudieron entre 7.000 y 13.000 personas. La guerra se prolongó al menos hasta 1891, con un progresivo endurecimiento de la agitación popular. La fundación de la Land League en 1879, y su sustitución ese mismo año por la Irish National Land League, unió las protestas agrarias con la causa nacionalista. Tras las elecciones generales de 1880, el primer ministro William Gladstone intentó resolver el problema con la Land Law (Ireland) Act de 1881, a la que siguió un corto periodo de relativa calma. 
Esa situación de relativa paz cesó en 1886, cuando la Land League puso en marca el denominado Plan of Campaign (Plan de campaña), prolongado hasta 1891, de acuerdo con ese plan los arrendatarios ofrecían a los propietarios una renta más reducida que la que les pedían. En los casos en que los terratenientes, rechazaban esa propuesta y desalojaban a los arrendadores, se pedía a los vecinos que aplicasen un boicot a  los nuevos arrendatarios de esas tierras, evitando su trato; aunque se planteaba como una práctica, no siempre se mantuvo con ese carácter.  
Como la mayor parte de los campesinos afectados eran católicos, los activistas trataron, y en cierta medida, consiguieron el apoyo de la jerarquía católica y la participación, más o menos directa, de los clérigos. Thomas Croke, arzobispo de Cashel, desde 1875 a 1902, se alineó durante un tiempo con la Irish National Land League, pero la actuación de diversas sociedades secretas que alentaban la violencia y la coacción, y los asesinatos de Phoenix Park, mostraron a la mayor parte del episcopado la necesidad de apartar de esa senda a los católicos; un papel destacado en este sentido desempeñó el cardenal McCabe, arzobispo de Dubiln, desde 1879 a 1885, al que se refiere el papa en su encíclica. 

## Contenido de la encíclica
Comienza el papa manifestando la atención que viene prestando a los católicos irlandeses

Saepe Nos ex hoc apostolici muneris fastigio curas et cogitationes ad catholicos cives vestros contulimus: animusque Noster haud semel est publicis consignatus litteris, e quibus, quemadmodum sumus erga Hiberniam affecti, cuivis sine dubitatione appareat.
Frecuentemente, desde la alta sede de este oficio Apostólico, hemos dedicado Nuestra atención y reflexiones a vuestros conciudadanos católicos: más de una vez hemos expresado Nuestro propósito por cartas públicas, en las que es manifiesto a todos, sin ninguna duda, por qué sentimientos estamos animados hacia Irlanda.

Se refiere después su preocupación por las circunstancias que atraviesa la iglesia en Irlanda, y los decretos promulgados que sobre esa situación en su nombre por la Sagrada Congregación de Propaganda Fide promulgó, así como las cartas que sobre esa misma materia ha enviado al cardenal Mac-Cabe. Manifestación también de ese aprecio por Irlanda fue su reciente discurso a muchos católicos irlandeses, y la decisión de erigir en Roma un templo en honor de San Patricio, patrón y apóstol de los irlandeses. 
Pasa enseguida el papa a manifestar su dolor y angustia al conocer la inesperada agitación de almas, que ha surgido repentinamente a raíz del decreto del Santo Oficio que prohíbe la participación de los católicos en el Plan de campaña y el correspondiente boicot; aun es  más deplorable  

que haya muchos que persistan en reunir al pueblo en tumultuosas asambleas en las que se difunden opiniones temerarias y peligrosas, sin ningún respeto a la autoridad del decreto, que es tergiversado con interpretaciones falaces, muy alejadas del fin que realmente persigue. Es más, incluso niegan que de él se derive la obligación de obediencia, como si la verdadera y propia misión de la Iglesia no fuera juzgar la honestidad y la maldad de las acciones humanas. Semejante proceder está muy lejos de la profesión del nombre cristiano, con el que sin duda acompañan las virtudes de la moderación, la modestia y la obediencia al poder legítimo.

Por algunos se afirma, injustamente, que esas medidas se han tomado sin un conocimiento suficiente de los hechos, cuando, por el contrario, se ha preguntado personalmente a los obispos, y en 1887 se envío a un legado encargado de buscar la verdad e informar al papa. Igualmente resulta ofensivo, pensar que la causa de Irlanda no le interesa al papa, por el contrario hace notar en la encíclica que 

a difícil situación de los irlandeses Nos afecta mucho más que cualquier otra, y nada deseamos más que verlos en paz, habiendo alcanzado la paz y la prosperidad que merecen y merecen. A ellos nunca les hemos discutido el derecho a luchar por una vida mejor, pero ¿puede soportarse que en la contienda se les den crímenes? En efecto, precisamente porque en el estallido de las pasiones y en los intereses de las facciones políticas, lo lícito y lo ilícito se encuentran mezclados en la misma causa, Nos hemos preocupado siempre de distinguir lo honesto de lo deshonesto, y de disuadir a los católicos de todo lo que la moral cristiana no aprobaba. Por eso, con oportunos consejos, hemos aconsejado a los irlandeses que recuerden su fe católica, que nunca hagan nada contrario a la honestidad normal y no permitido por la ley divina.

Recuerda también el papa que el reciente decreto no ha llegado inesperadamente, pues ya los obispos de Irlanda, reunidos en Dublin en 1881, recomendaron al clero y al pueblo que evitasen actos contrarios a la paz social y a la caridad, que no se negasen a quienes tienen legítimo derecho la restitución de lo que se les debe, que se guardasen de hacer violencia a las personas, y no se uniesen a las sociedades secretas que actúan contra justicia. Unas recomendaciones que merecieron la aprobación del papa. Concluye la encíclica, exhortando a los obispos para que unidos en estas ideas no cejen en la voluntad de impedir que las pasiones nublen la conciencia de los fieles, 

Que todos comprendan que no está permitido en absoluto adoptar un curso de acción que Nosotros hemos prohibido. Que todos busquen, honestamente, bienes honestos y, sobre todo, como corresponde a los cristianos, manteniendo intactas la justicia y la obediencia a la Sede Apostólica: en estas virtudes Irlanda ha encontrado en todo momento consuelo y fortaleza de ánimo.